# Passage d'un sport de ballon à un autre
 (juin 2009).
Le passage d'un sport de ballon à un autre  désigne le fait pour un sportif de passer de la pratique d'un sport de ballon à un autre, très souvent du  football ou d'un sport dérivé d'un football à un autre, plus ou moins voisin.
Cet article recense également, de manière non-exhaustive, les  joueurs qui ont pratiqué un code de football puis un autre et les raisons liées à ce phénomène.
Dans certains pays (Australie, Samoa...), où cette pratique est courante, ils sont appelés  des « football code converts ».
Dans d'autres, comme la France, le phénomène est plus restreint et se constate plus particulièrement entre les différents rugby ; on dit alors d'un joueur qu'il  «  passe à XIII ou à XV  » selon les cas.
Le public est plus ou moins enclin à réagir à ces passages d'un « code »  à l'autre selon les contextes sociaux, géographiques ou de la concurrence entre les sports.

## Les raisons du changement de sport de la part des joueurs
Les raisons peuvent être:
- Les capacités techniques ou les facilités d'un joueur à évoluer au haut niveau dans plusieurs codes
- Les mêmes exigences d'un sport à l'autre (buteur, plaqueur...)
- Le professionnalisme déclaré ou l'amateurisme dans le nouveau sport
- Le déménagement, le changement de région, de pays
- Le souhait de continuer sa carrière
- Des salaires plus élevés
- Un sport ou un club préféré
- Des soucis avec un sport, un club ou une ligue (suspension...)
- La possibilité de jouer au niveau international (« Test matches » )[1].
- La perception de la qualité de la compétition nationale ou internationale, sa couverture médiatique (comme le Super 14, la Coupe d'Europe de rugby à XV ou le State of Origin de rugby à XIII).
- Des problèmes de racisme comme dans le cas du Pays-de-Galles[2] ou de l'Afrique du sud [3]: On passe alors dans un autre code pour échapper au racisme présent dans son code d'origine à un moment donné.

## Les principaux sports de football concernés

### Les sports de contacts
- Le football américain est un sport professionnel de contact, où la puissance physique, la taille et le plaquage sont déterminants. De nombreuses postes de spécialistes nécessitent de l'adresse. D'autres nécessitent un bon coup de pied ou des qualités de réception d'une balle ovale. Il est difficile de changer de sport. Le football canadien est un sport très proche du football américain pour les règles, la technique et les contraintes, ce qui facilite le passage d'un sport à l'autre.
- Le football australien est un sport professionnel exigeant à la fois bon coup de pied et habileté manuelle, ce qui est le cas de nombreux autres sports de football. La taille, la polyvalence et la résistance sont déterminants. Le ballon ovale facilite la conversion vers d'autres sports de balle ovale, et la participation à l'International rules fournit l'expérience du ballon rond. Le niveau moyen de contact facilite la conversion à d'autres sports de contact, à l'exception de ceux qui accordent une grande importance au placage (rugby à XIII et à XV) ; mais la condition physique peut être un facteur négatif. Peu de postes spécialisés.
- Le rugby à XIII est un sport professionnel[Note 3] basé sur la technique balle en mains (phase offensive) ou le placage (phase défensive). L'avantage est donné à la masse[réf. nécessaire], à la puissance mais aussi à la vitesse. Il est relativement facile de jouer au rugby à XIII pour les arrières et plus difficile pour les avants qui viendraient du rugby à XV, surtout s'ils jouaient comme pilier. L'importance des contacts rend la conversion vers d'autres sports de contact plus facile. Il existe quelques postes spécialisés, mais tout joueur doit avoir un bagage rugbystique complet.
- Le rugby à XV est un sport qui n'est professionnel que depuis 1995[Note 4]. L'accent est mis sur les coups de pied (principalement au poste de demi d'ouverture), les placages et l'habileté manuelle. La taille, l'agressivité et la puissance sont des qualités primordiales. L'importance des contacts rend la conversion vers d'autres sports de contact plus facile ; elle est en particulier relativement aisée vers le rugby à XIII pour les lignes arrières, et vers le football américain ou canadien pour tous les postes. Il existe quelques postes spécialisés

### Les autres football
- Le football (soccer au Québec et au Nouveau-Brunswick) est un sport professionnel qui met l'accent sur l'adresse et la vivacité, particulièrement avec le pied, l'usage des mains étant limité aux touches et au poste de gardien de but. La rotondité du ballon rend les conversions vers d'autres sports compliquée, d'autant qu'il est difficile d'apprendre les gestes techniques liés à l'usage des mains. Il est toutefois possible d'utiliser les capacités de tir au pied dans d'autres sports (football américain ou canadien) ; cependant, ces conversions ne concernent que des postes très spécifiques.
- Le football gaélique est un sport amateur nécessitant un grand nombre de qualités communes à d'autres sports. L'accent est mis sur la rapidité de course et l'habileté avec les mains et les pieds. Le faible niveau de contacts et la participation à l'International rules rend possible le passage vers d'autres sports de contact.

### Du football association au football américain
De nombreux Kicker (football américain) ont joué jeunes au football association (soccer) ; cependant, très peu y ont joué à haut niveau avant de faire carrière dans le football américain. La majorité des premiers transferts d'un code à l'autre dans les années 1960 et au début des années 1970 était le fait d'Européens et de Latino-Américains s'étant reconvertis à l'âge adulte. Par la suite ils furent largement supplantés par des joueurs nés et ayant grandi aux États-Unis ou y étant arrivés très jeunes, de ce fait plus accoutumés au football américain que les précédents.
| Nom                 | Pays       | Niveau maximum en football association | Niveau maximum en football américain                                                       | Meilleure sélection                                                  | Carrière |
| ------------------- | ---------- | -------------------------------------- | ------------------------------------------------------------------------------------------ | -------------------------------------------------------------------- | -------- |
| Clive Allen         | Angleterre | Tottenham Hotspur                      | London Monarchs                                                                            | Équipe d'Angleterre de football                                      |          |
| Jesus Angoy         | Espagne    | FC Barcelone                           | Dragons de Barcelone                                                                       | n.d.                                                                 |          |
| Manfred Burgsmüller | Allemagne  | Werder Brême                           | Rhein Fire                                                                                 | Équipe d'Allemagne de football                                       |          |
| Toni Fritsch        | Autriche   | Rapid Vienne                           | Cowboys de Dallas, Chargers de San Diego, Oilers de Houston, Saints de La Nouvelle-Orléans | Équipe d'Autriche de football (soccer) Pro Bowl (football américain) |          |

### Du football association au football australien
Bien qu'il se joue avec un ballon différent et sans l'usage des mains, beaucoup de joueurs de football australien ont joué au football association jusqu'en catégorie junior.
Joueurs d'AFL ayant joué au football association au niveau junior : Andrew McLeod, Clive Waterhouse, Adam Goodes, Adem Yze, Brad Moran et Brad Green.
Joueurs internationaux venus du football  : Mtutuzeli Hlomela (Afrique du Sud) et Michito Sakaki (Japon).

## Depuis le football australien

### Du football australien au football américain
La qualité de kicker (botteur au football américain) demande des compétences semblables à celles rencontrées dans le football australien. Mais les salaires y sont cinq fois plus élevés et le poste permet une longue carrière. Les footballeurs australiens prennent leur retraite à trente ans environ, alors que les botteurs de football américain peuvent jouer encore à quarante ans (en fait, un des joueurs qui apparaissent ci-dessous, Darren Bennett, joue onze saisons dans la NFL après avoir quitté le football australien à environ 30 ans). Initialement les Australiens recherchaient des carrières dans le football americain , désormais les dénicheurs de talents de la NFL cherchent activement des kickers australiens. 
| Nom            | Pays      | Niveau maximal en football australien | Niveau maximal en football américain | Meilleure sélection                             | Période d'activité |
| -------------- | --------- | ------------------------------------- | ------------------------------------ | ----------------------------------------------- | ------------------ |
| Pat O'Dea      | Australie | VFA                                   | Universitaire                        | nd                                              | 1890s              |
| Colin Ridgeway | Australie | VFL (réserve)                         | NFL                                  | nd                                              | 1960s              |
| Darren Bennett | Australie | AFL                                   | NFL                                  | nd                                              | 1987-2005          |
| Ben Graham     | Australie | AFL                                   | NFL                                  | Australie en football de règles internationales | 1993-              |
| Mat McBriar    | Australie | High School                           | NFL                                  | nd                                              | 2005-              |
| Saverio Rocca  | Australie | AFL                                   | NFL                                  | nd                                              | 1991-              |

### Du football australien au football association
La technique de botter des grubber goals (qui donnent des rebonds imprévisibles au ballon) et des retournés (scissor kicks) en football australien est comparable aux tirs au but en football association. La participation au football de règles internationales (International Rules) apporte l'expérience du ballon rond et celle de gardien de but.
| Nom             | Pays      | Niveau maximal en football australien | Niveau maximal en football association | Meilleure sélection                             | Période d'activité |
| --------------- | --------- | ------------------------------------- | -------------------------------------- | ----------------------------------------------- | ------------------ |
| Peter Bevilaqua | Australie | VFL                                   | Victorian Premier League               | nd                                              | 1950s              |
| Angelo Lekkas   | Australie | AFL                                   | Victorian Premier League               | Australie en football de règles internationales | 1993-              |

### Du football australien au rugby à XV
Comme pour le rugby à XIII et le football australien, très tôt en Australie des joueurs ont pratiqué les deux disciplines sans aucun souci. Pourtant la séparation est telle aujourd'hui que les commentaires sur les joueurs de football australien comme Jason Akermanis qui changent de code sont dégradants[Quoi ?].
Néanmoins, certains postes ont des points en commun : notamment sur les coups de pied et le placage (rucks du football australien) comme les lignes arrières et les deuxièmes lignes en rugby à XV respectivement aux half forwards du football australien.  Aussi au niveau amateur, les changements sont assez courants, comme c'est le cas dans des clubs qui débutent le football australien dans des pays comme la France  et des pays en voie d'émergence comme la Nouvelle-Zélande.
| Nom        | Pays             | Niveau maximal en football australien | Niveau maximal en rugby à XV | Meilleures sélections                                              |
| ---------- | ---------------- | ------------------------------------- | ---------------------------- | ------------------------------------------------------------------ |
| Nick Evans | Nouvelle-Zélande | Nouvelle-Zélande, - 21 ans            | Super 14                     | Nouvelle-Zélande, - 21 (football australien) Nouvelle-Zélande (XV) |

### Du football australien au rugby à XIII
Tôt dans l'histoire des deux codes en Australie, des joueurs changeaient de code et parlaient même de les fondre en un seul jeu . Le grand joueur de rugby à XIII Dally Messenger est supposé avoir joué au football australien à Melbourne, lui ayant permis d'exceller aux coups de pied. Depuis, le rugby à XIII a évolué vers la recherche de la densité physique, ce qui rend plus difficile le passage de l'un à l'autre. Darren Lockyer a joué au football australien en junior.
De la même façon, d'autres joueurs, venant de villes comme Wagga Wagga ou Darwin dont les régions donnent un accès de qualité aux deux codes, peuvent tirer parti d'une combinaison de savoir-faire comme chez Laurie Daley. Peter Sterling (rugby à XIII) et Paul Kelly (AFL) ont été des joueurs des deux codes en catégorie junior.
Greg Brentnall joua au football australien à Riverina dans les années 1960 avant de décliner une offre pour jouer dans le championnat VFL/AFL et de se convertir au rugby à XIII en signant en 1972 avec les Canterbury-Bankstown Bulldogs. Sa maîtrise des ballons aériens fit de lui un arrière de valeur pour d'importantes équipes de rugby à XIII. Il a ainsi été international à XIII pour l'Australie.
| Nom           | Pays      | Niveau maximal en football australien | Niveau maximal en rugby à XIII | Meilleure sélection                                                        |
| ------------- | --------- | ------------------------------------- | ------------------------------ | -------------------------------------------------------------------------- |
| Adrian Barich | Australie | AFL                                   | ARL équipe réserve             | Australie Occidentale (football australien), Nouvelle-Galles du Sud (XIII) |

## Depuis le football gaélique

### Du football gaélique vers le football association
| Nom         | Pays    | Plus haut niveau en football gaélique                                | Plus haut niveau en football association | Meilleure sélection |
| ----------- | ------- | -------------------------------------------------------------------- | ---------------------------------------- | ------------------- |
| Kevin Moran | Irlande | Championnat d'Irlande de football gaélique vainqueur avec Dublin GAA | FA First Division avec Manchester United | Eire                |
| Kevin Doyle | Irlande | Wexford County Minor Team                                            | Premiership avec Reading FC              | Eire                |

- Jack Kirwan (Dublin GAA) / St James Gate, Tottenham Hotspurs et Everton FC
- Val Harris (Dublin GAA) / Shelbourne et Everton FC
- Con Martin (Dublin GAA) / Leeds United, Aston Villa

### Du football gaélique vers le football australien
À l'instar du rugby à XV et à XIII, ces deux codes de football partagent des similitudes, ce qui rend possible le passage de l'un à l'autre. La sélection en football de règles internationales pour les joueurs de ces deux codes est courante.
Le football gaélique (géré par l'Association athlétique gaélique (GAA)) est amateur, ce qui est une forte incitation financière pour jouer en Australie dans le code du football australien. plugin_data_id=10054
| Nom            | Pays    | Plus haut niveau en football gaélique | Plus haut niveau en football australien | Meilleure sélection                           | Période d'activité |
| -------------- | ------- | ------------------------------------- | --------------------------------------- | --------------------------------------------- | ------------------ |
| Sean Wight     | Irlande | Association athlétique gaélique (GAA) | AFL                                     | n.d.                                          | 1985-95            |
| Jim Stynes     | Irlande | GAA                                   | AFL (Médaille Brownlow)                 | Irlande en football de règles internationales | 1987-98            |
| Tadhg Kennelly | Irlande | GAA                                   | AFL premiership                         | Irlande en football de règles internationales | 2001-              |
| Colm Begley    | Irlande | GAA                                   | AFL                                     | Irlande en football de règles internationales | 2006-              |

### Du football gaélique vers le rugby à XV
| Nom              | Pays    | Plus haut niveau en football gaélique | Plus haut niveau en rugby à XIII | Meilleure sélection | Période d'activité |
| ---------------- | ------- | ------------------------------------- | -------------------------------- | ------------------- | ------------------ |
| David Beggy (en) | Irlande | Meath County Team                     | Leinster Rugby                   | nd                  |                    |
| Mick Galwey      | Irlande | Kerry County Team                     | Munster Rugby                    | Irlande             | 1991-2002          |

### Du football gaélique vers le rugby à XIII
| Nom          | Pays    | Plus haut niveau en football gaélique | Plus haut niveau en rugby à XIII | Meilleure sélection | Période d'activité |
| ------------ | ------- | ------------------------------------- | -------------------------------- | ------------------- | ------------------ |
| Brian Carney | Irlande | GAA                                   | Super League / NRL               | Grande-Bretagne     | 2003-2006          |

## Depuis le rugby à XV

### Du rugby à XV au football association
| Nom            | Pays       | Plus haut niveau en rugby à XV | Plus haut niveau en football       | Meilleures sélections                                             | Période d'activité |
| -------------- | ---------- | ------------------------------ | ---------------------------------- | ----------------------------------------------------------------- | ------------------ |
| John Sutcliffe | Angleterre | Bradford Heckmondwike          | Bolton Wanderers Manchester United | Sélections en équipe nationale d'Angleterre (dans les deux codes) | Années 1880-1910   |

### Du rugby à XV au rugby à XIII
| Nom                      | Pays             | Plus haut niveau en rugby à XV                                       | Plus haut niveau en rugby à XIII      | Meilleures sélections                                                            | Période d'activité                       |
| ------------------------ | ---------------- | -------------------------------------------------------------------- | ------------------------------------- | -------------------------------------------------------------------------------- | ---------------------------------------- |
| Dawie Ackermann          | Afrique du sud   | Afrique du Sud                                                       | Afrique du Sud                        | Afrique du Sud (XV) Afrique du Sud (XIII)                                        | 1955-1958 1963                           |
| Georges Aillères         | France           | France                                                               | France                                | International français junior (XV) France (XIII) Coupe du monde 1968 (finaliste) | années 1950 1961-1970                    |
| Roger Arcalis            | France           | Équipe de France                                                     | Championnat de France                 | France (XV) Championnat de France (XIII)                                         | 1950-1951 1951-1960                      |
| René Arotça              | France           | Équipe de France                                                     | Championnat de France                 | France (XV) Championnat de France (XIII)                                         | 1938-1938 1938-1939                      |
| Antonin Barbazanges      | France           | Équipe de France                                                     | Équipe de France                      | France (XV) Équipe de France (XIII)                                              | 1932-1933 1934-1935                      |
| Jean Barthe              | France           | Équipe de France                                                     | Équipe de France                      | France (XV) France (XIII)                                                        | 1950-1959 1959-1969                      |
| Félix Bergèse            | France           | Équipe de France                                                     | Championnat de France                 | France (XV) Championnat de France (XIII)                                         | 1936-1938 1938-1950                      |
| René Bernard             | France           | Équipe de France                                                     | Équipe de France                      | France (XV) France (XIII)                                                        | 1951-1951 1952-1956                      |
| John Bevan               | Pays de Galles   | Championnat du pays de Galles (Welsh Premier Division)               | Coupe d'Angleterre                    | Pays de Galles (XV) Grande-Bretagne (XIII) Pays de Galles (XIII)                 | 1971-1973 1974-1978 1975                 |
| Antoine Blain            | France           | Équipe de France                                                     | Équipe de France                      | France (XV) France (XIII)                                                        | 1934-1934 1938-1939                      |
| Élie Bonal               | France           | Championnat de France                                                | Équipe de France                      | France (XIII)                                                                    | -1970 1970-1975                          |
| Jean-Marie Bonal         | France           | Équipe de France                                                     | Équipe de France                      | France (XV) France (XIII)                                                        | 1968-1970 1970-1972                      |
| Raoul Bonamy             | France           | Équipe de France                                                     | Équipe de France                      | France (XV) France (XIII)                                                        | ??-1934 1934-1939                        |
| Frano Botica             | Nouvelle-Zélande | All Blacks                                                           | Super League National Rugby League    | Nouvelle-Zélande (XV) Nouvelle-Zélande (XIII) Croatie (XV)                       | 1986-1989 1991-1993 1997-1998            |
| Jean Capdouze            | France           | France                                                               | France                                | France (XV) France (XIII) Coupe du monde 1968 (finaliste)                        | 1964-1965 1967-1972                      |
| Ernest Camo              | France           | Équipe de France                                                     | Championnat de France                 | France (XV) Championnat de France (XIII)                                         | 1925-1934 1934-1937                      |
| Georges Caussarieu       | France           | France                                                               | France                                | Équipe de France (XV) France (XIII)                                              | années 1920 années 1930                  |
| Eugène Chaud             | France           | Équipe de France                                                     | Équipe de France                      | France (XV) France (XIII)                                                        | 1932-1935 1936-1938                      |
| Joseph Choy              | France           | Équipe de France                                                     | Championnat de France                 | France (XV) Championnat de France (XIII)                                         | 1930-1936 1938-1939                      |
| Roger Claudel            | France           | Équipe de France                                                     | Équipe de France                      | France (XV) France (XIII)                                                        | 1929-1942 1934-1939                      |
| Michael Cleary (en)      | Australie        | Wallabies                                                            | NSWRL                                 | Australie (XV) Australie (XIII)                                                  | 1961 1962-1969                           |
| Gaston Combes            | France           | Équipe de France                                                     | Équipe de France                      | France (XV) France (XIII)                                                        | 1945-1945 1947-1953                      |
| Joseph Crespo            | France           | Championnat de France                                                | France                                | Champion de France (XV) France (XIII) Coupe du monde 1954 (finaliste)            | 1944 1948-1954                           |
| Ryan Cross               | Australie        | Super 14                                                             | NRL                                   | Australie (XV)                                                                   | 2000-2005 (XIII) 2005-2011 ? (XV)        |
| André Cussac             | France           | Équipe de France                                                     | Équipe de France                      | France (XV) France (XIII)                                                        | 1934-1934 1935-1938                      |
| Jean Daguerre            | France           | Équipe de France                                                     | Championnat de France de rugby à XIII | France (XV) Championnat de France de rugby à XIII (XIII)                         | 1933-1933 1938-1939                      |
| Jean Dauger              | France           | Équipe de France                                                     | Équipe de France                      | France (XV) France (XIII)                                                        | 1945-1953 1938-1939                      |
| Jonathan Davies          | Pays de Galles   | Championnat du pays de Galles de rugby à XV (Welsh Premier Division) | Super League                          | Pays de Galles (XV) Pays de Galles (XIII) Grande-Bretagne (XIII)                 | 1985-1997 1989-1994 1993-1995            |
| Joseph Desclaux          | France           | Équipe de France                                                     | Équipe de France                      | France (XV) France (XIII)                                                        | 1934-1945 1938-1939                      |
| John Devereux            | Pays de Galles   | Championnat du pays de Galles de rugby à XV (Welsh Premier Division) | Super League                          | Pays de Galles (XV) Grande-Bretagne (XIII) Pays de Galles (XIII)                 | 1986-1989 1992-1996 1993-2002            |
| Jean Duhau               | France           | Équipe de France                                                     | Équipe de France                      | France (XV) France (XIII)                                                        | 1921-1934 1934-1946                      |
| Marc Ellis               | Nouvelle-Zélande | All Blacks                                                           | NRL                                   | Nouvelle-Zélande (XV) Nouvelle-Zélande (XIII)                                    | 1993-1995 1996                           |
| Rocky Elsom              | Australie        | Super 12                                                             | NRL                                   | Australie (XV)                                                                   | 2005-2011                                |
| Léopold Fabre            | France           | Équipe de France                                                     | Équipe de France                      | France (XV) France (XIII)                                                        | 1930-1930 1934-1934                      |
| Russell Fairfax          | Australie        | Wallaby                                                              | NSWRL                                 | Australie (XV)                                                                   | 1971-1973                                |
| Ray French               | Angleterre       | Angleterre                                                           | Championnat d'Angleterre              | Angleterre (XV) Grande-Bretagne (XIII)                                           | 1961 1968                                |
| Jean Galia               | France           | Équipe de France                                                     | Équipe de France                      | France (XV) France (XIII)                                                        | 1926-1933 1934-1938                      |
| John Gallagher           | Nouvelle-Zélande | All Blacks                                                           | Super League                          | Nouvelle-Zélande (XV)                                                            | 1986-1989                                |
| Mannetjies Gericke       | Afrique du sud   | Afrique du Sud                                                       | Afrique du Sud                        | Afrique du Sud (XV) Afrique du Sud (XIII)                                        | 1960 1963                                |
| Scott Gibbs              | Pays de Galles   | Championnat du pays de Galles de rugby à XV (Welsh Premier Division) | Super League                          | Pays de Galles (XV) Grande-Bretagne (XIII)                                       | 1991-1993 et 1997-2001 (XV) 1993 et 1997 |
| Scott Gourley (en)       | Australie        | Wallaby                                                              | NSWRL                                 | Australie (XV) Australie (XIII)                                                  | 1988-1989 1991                           |
| Colin Greenwood          | Afrique du sud   | Afrique du Sud                                                       | Afrique du Sud                        | Afrique du Sud (XV) Afrique du Sud (XIII)                                        | 1961 1963                                |
| Joseph Griffard          | France           | Équipe de France                                                     | Équipe de France                      | France (XV) France (XIII)                                                        | 1932-1934 1936-1938                      |
| Marius Guiral            | France           | Équipe de France                                                     | Équipe de France                      | France (XV) France (XIII)                                                        | 1931-1933 1935-1938                      |
| Daryl Halligan           | Nouvelle-Zélande | NPC                                                                  | NRL                                   | Nouvelle-Zélande (XIII)                                                          | 1992-1998                                |
| Sam Harris (en)          | Australie        | Super 12                                                             | NRL                                   | Équipe d'Australie de rugby à XV scolaires City v. Country (XIII)                | 2004                                     |
| Nigel Heslop             | Angleterre       | International                                                        | Championnat d'Angleterre              | Angleterre                                                                       | 1990-1992                                |
| Craig Innes              | Nouvelle-Zélande | All Blacks                                                           | NRL                                   | Nouvelle-Zélande (XV) Nouvelle-Zélande (XIII)                                    | 1989-1991 1993-1998                      |
| Antoine Jimenez          | France           | Championnat de France                                                | France                                | France (XIII) Coupe du monde 1954 (finaliste)                                    | 1953-1960                                |
| Albert Kaemph            | France           | Équipe de France                                                     | Équipe de France                      | France (XV) France (XIII)                                                        | 1946-1946 1948-1949                      |
| Ben Kennedy              | Australie        | Équipe d'Australie de rugby à XV des moins de 21 ans                 | NRL                                   | Australie (XIII)                                                                 | 2000-2006                                |
| John Kirwan              | Nouvelle-Zélande | All Blacks                                                           | NRL                                   | Nouvelle-Zélande (XV)                                                            | 1984-1994                                |
| Pierre Lacaze            | France           | Équipe de France                                                     | Équipe de France                      | France (XV) France (XIII)                                                        | 1954-1959 1959-1971                      |
| Hervé Larrue             | France           | Équipe de France                                                     | Équipe de France                      | France (XV) France (XIII)                                                        | 1960-1960 1964-1964                      |
| Claude Mantoulan         | France           | Équipe de France                                                     | Équipe de France                      | France (XV) France (XIII)                                                        | 1959-1959 1959-1972                      |
| Henri Marracq            | France           | France                                                               | France                                | France (XV) France (XIII) Coupe du monde 1968 (finaliste)                        | 1961 1963-1969                           |
| Francis Mas              | France           | Équipe de France                                                     | Équipe de France                      | France (XV) France (XIII)                                                        | 1962-1963 1964-1969                      |
| Tony Melrose (en)        | Australie        | Wallabies                                                            | NSWRL                                 | Wallabies (XV) Nouvelle-Galles du Sud (XIII)                                     | fin années 1970 1982                     |
| Jacques Merquey          | France           | France                                                               | France                                | France (XV) France (XIII) Coupe du monde 1954 (finaliste)                        | 1950 1951-1960                           |
| Dally Messenger          | Australie        | ---                                                                  | NSWRL                                 | Australie (XV) Australie (XIII)                                                  | 1900                                     |
| Garrick Morgan           | Australie        | Wallaby                                                              | NRL                                   | Australie (XIII)                                                                 | 2000                                     |
| Rex Mossop               | Australie        | Wallaby                                                              | NSWRL                                 | Australie (XV) Australie (XIII)                                                  | 1950                                     |
| Michael O'Connor         | Australie        | NSW                                                                  | NSWRL                                 | Australie (XV) Australie (XIII)                                                  | 1980/1990                                |
| Brett Papworth           | Australie        | ---                                                                  | NSWRL                                 | Australie (XIII)                                                                 | 1980                                     |
| Martin Pelser            | Afrique du sud   | Afrique du Sud                                                       | Afrique du Sud                        | Afrique du Sud (XV) Afrique du Sud (XIII)                                        | 1958-1961 1963                           |
| Charles Petit            | France           | Équipe de France                                                     | Équipe de France                      | France (XV) France (XIII)                                                        | 1931-1931 1934-1939                      |
| Ray Price                | Australie        | NSW                                                                  | NSWRL                                 | Australie (XV) Australie (XIII)                                                  | 1980                                     |
| Puig-Aubert              | France           | Championnat de France                                                | France                                | Champion de France (XV) Coupe du monde 1954 (finaliste) (XIII)                   | 1940/1950                                |
| Maurice Porra            | France           | Équipe de France                                                     | Équipe de France                      | France (XV) France (XIII)                                                        | 1931-1931 1936-1939                      |
| Aldo Quaglio             | France           | Équipe de France                                                     | Équipe de France                      | France (XV) France (XIII)                                                        | 1947-1959 1959-1965                      |
| Scott Quinnell           | Pays de Galles   | Championnat du pays de Galles de rugby à XV (Welsh Premier Division) | Super League                          | Pays de Galles (XV) Grande-Bretagne (XIII)                                       | 1990/2000                                |
| Raymond Rébujent         | France           | Équipe de France                                                     | Équipe de France                      | France (XV) France (XIII)                                                        | 1963-1963 1969-1969                      |
| Matthew Ridge            | Nouvelle-Zélande | All Blacks                                                           | NRL                                   | Nouvelle-Zélande (XV) Nouvelle-Zélande (XIII)                                    | 1980/1990                                |
| Max Rousié               | France           | Équipe de France                                                     | Équipe de France                      | France (XV) France (XIII)                                                        | 1927-1943 1934-1939                      |
| André Ruiz               | France           | Équipe de France                                                     | Équipe de France                      | France (XV) France (XIII)                                                        | 1968-1968 1970-1977                      |
| Frantz Sahuc             | France           | Équipe de France                                                     | Championnat de France                 | France (XV) Championnat de France (XIII)                                         | 1936-1936 1937-1939                      |
| Robert Samatan           | France           | Équipe de France                                                     | Équipe de France                      | France (XV) France (XIII)                                                        | 1930-1931 1934-1938                      |
| Armand Save              | France           | Championnat de France                                                | France                                | Championnat de France (finaliste) (XV) Coupe du monde 1954 (finaliste) (XIII)    | 1940/1950                                |
| Léopold Servole          | France           | Équipe de France                                                     | Championnat de France                 | France (XV) Championnat de France (XIII)                                         | 1931-1935 1935-1940                      |
| Alan Skene               | Afrique du sud   | Afrique du Sud                                                       | Afrique du Sud                        | Afrique du Sud (XV) Afrique du Sud (XIII)                                        | 1958 1963                                |
| Ricky Stuart             | Australie        | Australie                                                            | NRL                                   | Australie (XV) Australie (XIII)                                                  | 1980/1990                                |
| George William Smith     | Nouvelle-Zélande | All Blacks                                                           | Nouvelle-Zélande                      | Nouvelle-Zélande (XV) Nouvelle-Zélande (XIII)                                    | 1900                                     |
| Brad Thorn               | Nouvelle-Zélande | All Blacks                                                           | NRL                                   | Australie (XIII) Nouvelle-Zélande (XV)                                           | 1990/2000                                |
| John Timu                | Nouvelle-Zélande | All Blacks                                                           | NRL                                   | Nouvelle-Zélande (XV) Nouvelle-Zélande (XIII)                                    | 1990/2000                                |
| Va'aiga "Inga" Tuigamala | Nouvelle-Zélande | All Blacks                                                           | Super League                          | Nouvelle-Zélande (XV) Samoa (XIII)                                               | 1990                                     |
| Dave Valentine           | Écosse           | Écosse                                                               | Grande-Bretagne Autres nationalités   | Participation au Tournoi des Cinq Nations (XV) Champion du monde 1954 (XIII)     | 1940/1950                                |
| Guy Vassal               | France           | Équipe de France                                                     | Championnat de France                 | France (XV) Championnat de France (XIII)                                         | 1938-1938 1938-1951                      |
| Marcel Volot             | France           | Équipe de France                                                     | Équipe de France                      | France (XV) France (XIII)                                                        | 1945-1946 1947-1947                      |
| David Watkins            | Pays de Galles   | Championnat du pays de Galles de rugby à XV (Welsh Premier Division) |                                       | Pays de Galles (XV) Pays de Galles Grande-Bretagne (XIII)                        | 1960/1970                                |
| Sonny Bill Williams      | Nouvelle-Zélande | All Blacks                                                           | Nouvelle-Zélande                      | Champion du monde (XV) Coupe du monde 2013 (finaliste) (XIII)                    | 2000/2010                                |
| Craig Wing               | Australie        | Australian Schoolboys                                                | NRL                                   | Équipe d'Australie des scolaires (XV) Australie (XIII)                           | 1990/2000                                |

### Du rugby à XV au football américain
Nate Ebner est l'un des joueurs les plus atypiques à avoir migré entre le rugby à XV et le football américain. Après avoir pratiqué le rugby à XV et sa variante à sept au niveau universitaire, il se reconvertit vers le football américain en 2009. Drafté en 2012, il évolue au plus haut niveau, participant à la National Football League, et remporte le Super Bowl à deux reprises. Un an avant les Jeux olympiques de Rio, il obtient l'accord de son club pour rejoindre l'équipe nationale de rugby à sept ; il participe finalement aux épreuves olympiques, puis se consacre à nouveau pleinement à sa carrière de footballeur.
| Nom             | Pays             | Niveau maximum atteint en rugby à XV                      | Niveau maximum atteint en football américain                                                                            | Palmarès                                      | Carrière       |
| --------------- | ---------------- | --------------------------------------------------------- | --- | --------------------------------------------- | -------------- |
| Colin Scotts    | Australie        | Australian schoolboys                                     | NFL | Australie                                     | années 1980    |
| Gavin Hastings  | Écosse           | International                                             | WLAF | Écosse/ Lions                                 | années 1990    |
| Gary Parker     | Écosse           | Club (Melrose RFC)                                        | WLAF | nd                                            | années 1980/90 |
| Gary Anderson   | Afrique du Sud   | Brettonwood High School, Durban, Afrique du Sud           | NFL (Steelers de Pittsburgh, Eagles de Philadelphie, 49ers de San Francisco, Vikings du Minnesota, Titans du Tennessee) | nd                                            | 1982-2004      |
| Richard Tardits | France           | Biarritz olympique                                        | NFL (Cardinals de l'Arizona, Patriots de la Nouvelle-Angleterre)                                                        | États-Unis                                    | années 1980/90 |
| David Dixon     | Nouvelle-Zélande | Nouvelle-Zélande des moins de 19 ans                      | NFL (Vikings du Minnesota)                                                                                              | Nouvelle-Zélande                              | 1994-2004      |
| Haloti Ngata    | États-Unis       | Highland High School, Salt Lake City, Utah                | NFL (Ravens de Baltimore)                                                                                               | nd                                            | 2006-présent   |
| Stewart Bradley | États-Unis       | Highland High School, Salt Lake City, Utah                | NFL (Eagles de Philadelphie)                                                                                            | nd                                            | 2007-présent   |
| Nate Ebner      | États-Unis       | États-Unis des moins de 20 ans États-Unis de rugby à sept | NFL (Patriots de la Nouvelle-Angleterre, Giants de New York)                                                            | Super Bowl XLIX Super Bowl LI Super Bowl LIII | 2012-présent   |

### Du rugby à XV vers le football australien
Ces dernières années un certain nombre joueurs de rugby lycéens sont passés au football australien, notamment Lewis Roberts-Thomson et Adam Campbell (Nouvelle-Zélande), Daniel Merrett et Brad Moran (Angleterre) ainsi que Tom Williams (Queensland)

## Depuis le rugby à XIII

### Du rugby à XIII au rugby à XV
| Nom                 | Pays             | Niveau maximum atteint en rugby à XIII | Niveau maximum atteint en rugby à XV   | Palmarès                                                     | Carrière |
| ------------------- | ---------------- | -------------------------------------- | -------------------------------------- | ------------------------------------------------------------ | -------- |
| Chris Ashton        | Angleterre       | Super League                           | Championnat d'Angleterre               | International anglais en XIII et en XV                       |          |
| Ben Barba           | Australie        | National Rugby League                  | Championnat de France                  |                                                              |          |
| Berrick Barnes      | Australie        | National Rugby League                  | Super 14                               |                                                              |          |
| Nathan Blacklock    | Australie        | National Rugby League                  | Super 12                               | Australie (XIII)                                             |          |
| Sam Burgess         | Angleterre       | National Rugby League                  | Championnat d'Angleterre               | International anglais en XIII et en XV                       |          |
| Willie Carne        | Australie        | NRL                                    | Super 14                               | Australie (XIII)                                             |          |
| Brian Carney        | Irlande          | NRL                                    | Celtic League                          | Grande-Bretagne (XIII), Munster Rugby (XV)                   |          |
| Josh Charnley       | Angleterre       | Super League                           | Championnat d'Angleterre               | International anglais en XIII                                |          |
| Gaston Combes       | France           | Championnat de France                  | Championnat de France                  | International français en XIII et en XV                      |          |
| Ryan Cross          | Australie        | NRL                                    | Super 14                               | Équipe d'Australie des scolaires (XIII)                      |          |
| Matt Duffie         | Nouvelle-Zélande | National Rugby League                  | Super Rugby                            | International néo-zélandais de rugby à XIII                  |          |
| Kyle Eastmond       | Angleterre       | Super League                           | Championnat d'Angleterre               | International anglais en XIII et en XV                       |          |
| Fabrice Estebanez   | France           | Championnat de France                  | Championnat de France                  | International français en XIII et en XV                      |          |
| Andy Farrell        | Angleterre       | Super League                           | Championnat d'Angleterre de rugby à XV | Grande-Bretagne (XIII), Angleterre (XV)                      |          |
| Israel Folau        | Australie        | National Rugby League                  | Super Rugby                            | International australien en XIII et en XV                    |          |
| Iestyn Harris       | Pays de Galles   | Super League                           | Heineken Cup, Celtic League            | Grande-Bretagne (XIII), pays de Galles (XV)                  |          |
| Sam Harris          | Australie        | NRL                                    | Super 14                               | Équipe d'Australie des scolaires (XV), City v. Country (RL)  |          |
| Karmichael Hunt     | Australie        | National Rugby League                  | Super 14                               | International australien en XIII et en XV                    |          |
| Krisnan Inu         | Nouvelle-Zélande | National Rugby League                  | Championnat de France                  | International néo-zélandais de rugby à XIII                  |          |
| Marika Koroibete    | Fidji            | National Rugby League                  | Super 14                               | International fidjien en XIII et australien en XV            |          |
| Tasesa Lavea        | Nouvelle-Zélande | NRL                                    | Super 14                               | Nouvelle-Zélande (XIII/XV)                                   |          |
| Ben MacDougall      | Australie        | NRL                                    | Celtic League                          | Écosse (XV)                                                  |          |
| Lachlan Maranta     | Australie        | National Rugby League                  | Super 14                               |                                                              |          |
| Henry Paul          | Nouvelle-Zélande | NRL                                    | Championnat d'Angleterre de rugby à XV | Nouvelle-Zélande (XIII), Angleterre (XV)                     |          |
| Semi Radradra       | Fidji            | National Rugby League                  | Championnat de France                  | International australien en XIII                             |          |
| Jason Robinson      | Angleterre       | Super League                           | Championnat d'Angleterre de rugby à XV | Grande-Bretagne (XIII), Angleterre (capitaine) et Lions (XV) |          |
| Reece Robinson      | Australie        | National Rugby League                  | Super rugby                            | International libanais de rugby à XIII                       |          |
| Mat Rogers          | Australie        | NRL                                    | Super 14                               | Australie (XIII/XV)                                          |          |
| Curtis Rona         | Australie        | National Rugby League                  | Super Rugby                            | International australien de rugby à XV                       |          |
| Wendell Sailor      | Australie        | NRL                                    | Super 14                               | Australie (XIII/XV)                                          |          |
| Clinton Schifcofske | Australie        | NRL/Super League                       | Super 14                               | State of Origin {XIII}                                       |          |
| Kevin Sinfield      | Angleterre       | Super League                           | 2e division                            | Super League                                                 |          |
| Omar Slaimankhel    | Nouvelle-Zélande | National Rugby League                  | Championnat du Japon                   |                                                              |          |
| Lee Smith           | Angleterre       | Super League                           | Premiership                            | Super League                                                 |          |
| Timana Tahu         | Australie        | National Rugby League                  | Super 14                               | International australien en XIII et en XV                    |          |
| Ben Te'o            | Nouvelle-Zélande | National Rugby League                  | Championnat d'Angleterre               | International samoan en XIII et anglais en XV                |          |
| Brad Thorn          | Australie        | NRL                                    | Super 12                               | Australie (XIII), Nouvelle-Zélande (XV)                      |          |
| Joel Tomkins        | Angleterre       | National Rugby League                  | Championnat d'Angleterre               | International anglais en XIII et en XV                       |          |
| Lote Tuqiri         | Australie        | NRL                                    | Super 14                               | Australie (XIII/XV)                                          |          |
| Sisa Waqa           | Fidji            | National Rugby League                  | Championnat de France                  | International fidjien de rugby à XIII et à XV                |          |
| Andrew Walker       | Australie        | NRL                                    | Super 14                               | Australie (XIII/XV)                                          |          |
| Chev Walker         | Angleterre       | Super League                           | Championnat d'Angleterre de rugby à XV | Grande-Bretagne (XIII), Angleterre A (XV)                    |          |
| Sonny Bill Williams | Nouvelle-Zélande | National Rugby League                  | Super Rugby                            | International néo-zélandais en XIII et en XV                 |          |
| Fouad Yaha          | France           | Super League                           | Championnat de France                  | International français en XIII                               |          |

Dans un pays comme la France, où il existe une différence importante d'effectif entre les deux codes, le pènomème s'observe également.

### Du rugby à XIII au football américain
| Nom              | Pays       | Niveau maximum atteint en rugby à XIII | Niveau maximum atteint en football américain | Palmarès                                    | Carrière |
| ---------------- | ---------- | -------------------------------------- | -------------------------------------------- | ------------------------------------------- | -------- |
| Jarryd Hayne     | Australie  | National Rugby League                  | National Football League                     | International australien et fidjien en XIII |          |
| Valentine Holmes | Australie  | National Rugby League                  | -                                            | International australien en XIII            |          |
| Manfred Moore    | États-Unis | New South Wales Rugby League           | National Football League                     |                                             |          |

### Du rugby à XIII au football australien
| Nom            | Pays      | Niveau maximum atteint en rugby à XIII | Niveau maximum atteint en football australien | Palmarès                         | Carrière |
| -------------- | --------- | -------------------------------------- | --------------------------------------------- | -------------------------------- | -------- |
| Israel Folau   | Australie | National Rugby League                  | Australian Football League                    | International australien en XIII |          |
| Fabian Francis | Australie | Catégorie juniors                      | Australian Football League                    |                                  |          |
| Ray Smith      | Australie | Brisbane Rugby League                  | Australian Football League                    |                                  |          |
| Matthew Whelan | Australie | Catégorie juniors                      | Australian Football League                    |                                  |          |

## Reconversion dans un autre sport
Des joueurs ont pratiqué plusieurs disciplines au cours de leurs études comme Tony Gonzalez et Julius Peppers. Le groupe de sportifs ayant pratiqué plusieurs disciplines au cours de leur carrière de sénior, quoique réduit, est plus grand que le premier :
- Setanta Ó hAilpín (hurling / football australien)
- Shane Long (hurling / football)
- Keith Wood (hurling / rugby à XV)
- Niall Quinn (hurling / football)
- Justin Charles (baseball / football australien / baseball)
- Dean Brogan (basket-ball / football australien)
- Mark Lisle (basket-ball / football australien)
- Bill Carson (rugby à XV / cricket)
- Leslie Balfour-Melville (rugby à XV / cricket)
- George Dickinson (rugby à XV / cricket)
- Brian McKechnie (rugby à XV / cricket)
- Charlie Oliver (rugby à XV / cricket)
- Curly Page (rugby à XV / cricket)
- Eric Tindill (rugby à XV / cricket)
- Jeff Wilson (rugby à XV / cricket)

### Joueurs de hurling et football gaélique
Hurling et Football Gaélique étant considérés en Irlande comme des disciplines sœurs, la double pratique est très fréquente. Il était autrefois courant que des joueurs pratiquassent les deux sports à haut niveau. Ainsi, l'ancien taoiseach (premier ministre irlandais) Jack Lynch remporta successivement les championnats d'Irlande de football gaélique (une fois) et de hurling (cinq fois) dans les années 1940.
Cependant, une seule personne a remporté les championnats d'Irlande de hurling et football gaélique la même année : Teddy McCarthy en 1990 avec le club de Cork.
Désormais, en raison de la professionnalisation de ces sports, cette performance est devenue presque impossible. L'exemple le plus récent est celui de Seán Óg Ó hAilpín qui disputa les deux championnats avec le club de Cork en 2000, avant de se limiter au hurling. Comme il est mentionné plus haut, son frère s'est reconverti dans le football australien.

## Changement de sport et accueil du public
Selon le sport pratiqué, le changement de code peut être accueilli soit avec indifférence , soit avec hostilité. 
Ainsi aux Fidji, la fédération de rugby à XV ne voit pas les passages à XIII comme un sujet d'inquiétude.